# Bussière-Dunoise
Bussière-Dunoise település Franciaországban, Creuse megyében. Lakosainak száma 1045 fő (2022. január 1.). Bussière-Dunoise Anzême, La Celle-Dunoise, Fleurat, Naillat, Saint-Sulpice-le-Dunois, Saint-Sulpice-le-Guérétois és Saint-Vaury községekkel határos.

## Népesség
A település népességének változása:
| Lakosok száma | 1470 | 1247 | 1139 | 1099 | 1015 | 1032 | 1038 | 1030 | 1035 | 1045 |
|               | 1968 | 1982 | 1990 | 2006 | 2013 | 2015 | 2017 | 2019 | 2020 | 2022 |